# Sharbel Touma
Sharbel Touma (Beirut, 25 marzo 1979) è un allenatore di calcio ed ex calciatore libanese naturalizzato svedese, di ruolo centrocampista.

## Carriera

### Giocatore

#### Club
Nato in Libano, si trasferisce in giovane età in Svezia ottenendo anche la cittadinanza. Fa il suo esordio fra i professionisti nel 1997 con il Djurgården, per poi passare prima all'AIK e poi all'Halmstad.
Nel 2004 si trasferisce in Olanda all'FC Twente dove rimane per tre stagioni prima di passare in Zweite Bundesliga al Borussia Mönchengladbach.
Nel giugno 2009 passa ai greci dell'Iraklis Salonicco, quindi ritorna in Svezia per disputare una stagione al Djurgården e firmare con il Syrianska l'anno successivo dove resterà fino al suo ritiro, avvenuto prima dell'inizio della stagione 2015 con la complicità di alcuni problemi fisici.

#### Nazionale
Conta due presenze con la Nazionale svedese, collezionate in altrettante amichevoli rispettivamente nel 2001 e nel 2004.

### Allenatore
Nella stagione 2014, la sua ultima da calciatore, Touma aveva ricoperto il duplice ruolo di giocatore e di assistente allenatore.
Il 21 dicembre 2016 è stato reso noto che Touma sarebbe diventato il nuovo capo allenatore della prima squadra del Syrianska a partire dalla stagione 2017. Il 17 giugno 2017, mentre la sua squadra stava vincendo agevolmente contro il Frej, il trentottenne Touma ha deciso di entrare in campo lui stesso come sostituto. È stato esonerato il 9 agosto 2017, all'indomani della sconfitta interna per 3-4 contro i diretti concorrenti per la salvezza del Norrby.

## Palmarès

### Giocatore

#### Competizioni nazionali
- Campionato tedesco di seconda divisione: 1

Borussia Mönchengladbach: 2007-2008